# Filigorgia guineensis
Filigorgia guineensis is een zachte koraalsoort uit de familie Gorgoniidae. De koraalsoort komt uit het geslacht Filigorgia. Filigorgia guineensis werd in 1988 voor het eerst wetenschappelijk beschreven door Grasshoff. 